# Bronisław Gniazdowski
Bronisław Gniazdowski pseudonim „Mazur” (ur. 23 stycznia 1924 w Gostkowie, zm. 13 kwietnia 1951 w  Szyszkach) – polski żołnierz powojennego podziemia antykomunistycznego w ramach patrolu Pogotowia Akcji Specjalnej NZW, żołnierz wyklęty.

## Życiorys
Był synem Jana i Stanisławy z Kamieńskich. Jako żołnierz w latach 1949–1951 służył w patrolu Pogotowia Akcji Specjalnej Narodowego Zjednoczenia Wojskowego dowodzonym przez Mieczysława Dziemieszkiewicza ps. „Rój”. Poległ 13/14 kwietnia 1951 w Szyszkach, w powiecie pułtuskim w trakcie próby przebicia przez kordon KBW utworzony przez około 300-osobową grupą operacyjną funkcjonariuszy KBW i UBP. Ciała Dziemieszkiewicza i Gniazdowskiego zostały pogrzebane w nieznanym miejscu.  
Bronisław Gniazdowski został upamiętniony między innymi na tablicy poświęconej żołnierzom podziemia antykomunistycznego na ścianie kościoła parafialnego w Szyszkach oraz Pomniku „Poległym i Pomordowanym Obrońcom Ojczyzny” w miejscowości Bogate w powiecie przasnyskim, w gminie Przasnysz.
W filmie pt. Historia Roja w  reżyserii Jerzego Zalewskiego, w rolę Bronisława Gniazdowskiego wcielił się Wojciech Żołądkowicz.